# 28957 Danielfulop
28957 Danielfulop è un asteroide della fascia principale. Scoperto nel 2001, presenta un'orbita caratterizzata da un semiasse maggiore pari a 2,3490984 au e da un'eccentricità di 0,1951941, inclinata di 3,28556° rispetto all'eclittica.
L'asteroide è dedicato allo studente statunitense Daniel Jeremy Fulop.